# CryptMix
CryptMix es un tipo de ransomware que afirma que las tarifas de rescate se donarán a una organización benéfica para niños. La amenaza CryptMix combina grandes porciones de otro código de ransomware de código abierto: CryptoWall 3.0, CryptoWall 4.0 y CryptXXX. CryptMix fue creado por un grupo que se hacía llamar "El Equipo de Caridad".

## Operación
Un solo enlace enviado por correo electrónico no deseado envía a las víctimas a sitios web maliciosos y encripta archivos en la red. Luego aparece un mensaje en la pantalla que explica que los archivos se han bloqueado con un algoritmo RSA-2048 e insta al usuario a enviar una de las dos direcciones de correo electrónico para recuperar archivos. CryptMix automáticamente comienza a encriptar 862 tipos de archivos diferentes en el dispositivo de la víctima tan pronto como se instala. Los archivos infectados se pueden reconocer por la extensión de archivo .code.

## Recuperación de archivos
A las víctimas se les envía un enlace y una contraseña a un sitio web secreto y se les dice que deben pagar ฿5 (un estimado de US$2,200 de la época) para recuperar los archivos perdidos. Esta cantidad se duplica a menos que la suma se pague dentro de las 24 horas. Los creadores del ransomware les dicen a las víctimas que el dinero del rescate se destinará a una organización benéfica para niños. A las víctimas también se les prometen tres años de "soporte técnico gratuito". 
Las herramientas de descifrado conocidas no se pueden utilizar para recuperar el acceso a los archivos cifrados. En este momento, no existe un método conocido para descifrar archivos comprometidos. 